# Порубежное
Порубежное — село в Борисовском районе Белгородской области. Входит в состав Стригуновского сельского поселения.

## География
Порубежное находится в восточной части Борисовского района, на границе с Яковлевским районом. Вблизи села протекает река Ворскла и проходит автодорога регионального значения 14К-4 (Белгород – Грайворон – Козинка). Расстояние до райцентра Борисовки составляет 9 километров.

## История
Деревня Порубежная (ныне село Порубежное) была основана в 1727 году. Число основателей деревни - 22 однодворца, которые испытывали большие притеснения от помещиков. 
Архивные документы сообщают, что в 1761 году Шереметевы захватили в Белгородской провинции земли однодворцев села Серетино, деревень Порубежной и Теплой, «закрыли для них выгоны и рыбные ловли, отбирают скот».
До Октябрьской революции крестьян в селе насчитывалось до двух тысяч человек.
С июля 1928 года в Борисовском районе был образован Порубежанский сельсовет, в котором Порубежное было разделено на 3 части.
7 ноября 1929 года на территории села Порубежное был организован колхоз «Октябрьский луч». К началу 1933 года сплошная коллективизация в селе Порубежное была в основном завершена. В начале 1933 года на территории Порубежанского сельского совета сложились колхозы «Октябрьский луч», «Карла Маркса», «Буденного», которые действовали до 1951 года.
В 1938 году, впервые на территории Порубежанского сельского совета, появилось электричество.
В августе 1941 года немецкие войска оккупировали село. Война и оккупация гитлеровскими войсками нанесли колхозам громадный урон. Летом 1943 года было освобождено силами 32-го гвардейского стрелкового корпуса.
10 июля 1950 года мелкие колхозы, существовавшие до этого времени, были объединены в один крупный, который был назван «имени Карла Маркса». Этот колхоз просуществовал до декабря 1959 года. 
С 1950-х гг. село находится в Стригуновском сельсовете Борисовского района.

## Достопримечательности
- На въезде в село установлен самолёт-памятник Як-40.

## Население
На 17 января 1979 года — 478 жителей, на 12 января 1989 года — 360 человек (147 муж., 213 жен.).
| 2002 | 2010 |
| ---- | ---- |
| 342  | ↗372 |